# Lasiopa manni
Lasiopa manni är en tvåvingeart som beskrevs av Josef Mik 1882. Lasiopa manni ingår i släktet Lasiopa och familjen vapenflugor. Inga underarter finns listade i Catalogue of Life.